# 八木山峠

八木山峠（やきやまとうげ）は、福岡県糟屋郡篠栗町と飯塚市大日寺に跨る標高227mの峠である。

## 概要
国道201号が通っており、全長は21 kmある。峠の中間部の八木山高原は小集落があり、勾配もカーブも緩やかであるが、この西側の篠栗町と飯塚市の境界部、東側の飯塚市八木山地区東端部と蓮台寺・大日寺地区は「七曲り峠」と呼ばれるヘアピンカーブが連続した地域である。
連続雨量200mm以上で交通規制がかかる。また冬場は路面凍結が起こりやすく、たびたびスリップ事故や通行止めが発生する。
峠の南側には国道201号旧道と並行して八木山バイパスが通っており、同バイパスを経由して八木山峠を迂回する車両も多いが、八木山バイパスが有料だった時代は筑穂インターチェンジから篠栗インターチェンジまでIC等の出入口はなく、篠栗本線料金所に緊急用通路の「城戸緊急車退出路」が存在するだけだった。この退出路は、緊急時の避難や緊急車両のために設置されたが、通常誤進入防止のため閉鎖されており、やむを得ず利用する場合は管理事務所の許可を得なければならなかった（詳しくは同項を参照）。無料開放後は、この緊急車退出路は篠栗方面との出入口として供用されるようになった。東側には八木山展望台がある。また沿道には多数の桜が植えられており、県内有数の桜の名所で、桜のシーズンになれば花見をする家族連れが多数訪れるため、八木山バイパスが開通した現在でも通行車両は多い。また、福岡市と飯塚市を結ぶ主要道路でもあるため、夜間でもトラックの往来が激しい。
秋田県秋田市にも同名の峠が存在する。